# 臺北市大安區龍安國民小學
25°01′26.3″N 121°32′05.7″E / 25.023972°N 121.534917°E
臺北市大安區龍安國民小學，簡稱龍安國小，位於台灣台北市大安區龍門里新生南路三段33號。學校成立於日治時期1929年4月1日，創立時校名為臺北市錦尋常小學校，為專供台北帝國大學（今國立台灣大學）日本籍教授子弟就讀之小學；在二次大戰後，由於學校附近有許多國立台灣大學及國立台灣師範大學的教職員宿舍，因此仍有有許多教授子弟此就讀。

## 歷史
1929年4月1日，「臺北市錦尋常小學校」成立；1941年4月1日改名為「臺北市昭和國民學校」。校內最早之紅樓建築則於1931年竣工使用，是英格蘭式建築風格的紅磚二樓瓦舍；後來幾經增建修繕，始終保留原始樣貌。
由於當時日本人嚮往南洋風情，校內有許多由台北植物園移植過來的南洋海岸植物，如水黃皮、白樹仔、木麻黃，及許多棕櫚科植物，如大王椰子、亞歷山大椰子、黃椰子、臺灣海棗等。
1945年國民政府來台後，於10月1日改名為「臺北市大安區龍安國民學校」；1968年台灣實施九年國民義務教育，8月1日更名為「臺北市大安區龍安國民小學」。
除紅樓外，現有校舍陸續於1978年（游泳池、勤樸樓）、1986年（活動中心）、1992年（誠正大樓）完工啟用。
附設幼稚園自1987年開始招生。

### 歷任校長
| 任別 | 上任日期       | 姓名   | 上任前職務                               | 卸任後職務                         | 備註                                             |
| ---- | -------------- | ------ | ---------------------------------------- | ---------------------------------- | ------------------------------------------------ |
| 1    | 1945年10月     | 李燦卿 |                                          |                                    |                                                  |
| 2    | 1946年4月      | 吳開芽 |                                          | 臺北市延平區永樂國民學校教師       | 台灣兒歌〈造飛機〉的作曲者                       |
| 3    | 1947年4月      | 陳清波 |                                          | 臺北市大安區板橋國民學校校長       |                                                  |
| 4    | 1948年9月      | 陳金含 | 臺北市大安區板橋國民學校校長             |                                    |                                                  |
| 5    | 1949年8月      | 鄭佩昆 |                                          |                                    |                                                  |
| 6    | 1952年4月      | 宋季芳 |                                          |                                    | 後曾擔任復興小學校長                             |
| 7    | 1953年8月      | 陳梅生 | 臺灣省立臺北師範學校附屬小學             | 臺灣省立師範大學視聽教育館研究員   | 後曾擔任中華民國教育部常務次長、中國醫藥學院院長 |
| 8    | 1957年1月      | 楊留曾 | 臺北市松山區信義國民學校校長             |                                    |                                                  |
| 9    | 1958年6月      | 江光元 |                                          |                                    |                                                  |
| 10   | 1960年2月      | 梅瀚生 | 臺灣省立臺北女子師範學校附屬小學教務主任 | 衛理女子高級中學教導主任           | 後曾擔任衛理女中校長                             |
| 11   | 1961年12月29日 | 劉新松 |                                          | 臺北市城中區東門國民小學校長       |                                                  |
| 12   | 1966年9月1日   | 許碧松 |                                          |                                    |                                                  |
| 13   | 1969年11月8日  | 林章泳 | 臺北市中山區五常國民小學校長             | 臺北市木柵區博嘉國民小學籌備處主任 |                                                  |
| 14   | 1972年8月1日   | 陳炳爵 |                                          | 臺北市古亭區古亭國民小學校長       |                                                  |
| 15   | 1976年2月19日  | 余季佈 | 臺北市南港區成德國民小學校長             | 臺北市士林區士林國民小學校長       |                                                  |
| 16   | 1982年8月1日   | 游任村 | 臺北市內湖區內湖國民小學校長             |                                    |                                                  |
| 17   | 1992年2月1日   | 林惠真 | 臺北市中正區河堤國民小學校長             | 臺北市信義區吳興國民小學校長       | 後於吳興國小校長任內退休                         |
| 18   | 1997年8月5日   | 張啟隆 | 臺北市文山區萬福國民小學校長             |                                    | 後曾擔任康橋國際學校創校校長及總校長             |
| 19   | 1999年8月5日   | 李玉惠 | 臺北市信義區信義國民小學校長             | 臺北市北投區石牌國民小學校長       | 首位以遴選方式產生之校長                         |
| 20   | 2002年8月1日   | 曹麗珍 | 臺北市北投區義方國民小學教務主任         | 臺北市松山區民生國民小學校長       | 後於民生國小校長任內退休                         |
| 21   | 2006年8月1日   | 曹麗珍 | 臺北市北投區義方國民小學教務主任         | 臺北市松山區民生國民小學校長       | 後於民生國小校長任內退休                         |
| 22   | 2010年7月30日  | 朱淑英 | 臺北市文山區實踐國民小學校長             | 退休                               |                                                  |
| 23   | 2014年8月1日   | 李淑芳 | 臺北市士林區士東國民小學訓導主任         | 臺北市信義區信義國民小學校長       |                                                  |
| 24   | 2018年8月1日   | 李淑芳 | 臺北市士林區士東國民小學訓導主任         | 臺北市信義區信義國民小學校長       |                                                  |
| 25   | 2022年8月1日   | 鄭福來 | 臺北市信義區吳興國民小學校長             | 現任                               |                                                  |

## 學校編制
111學年度
- 班級數

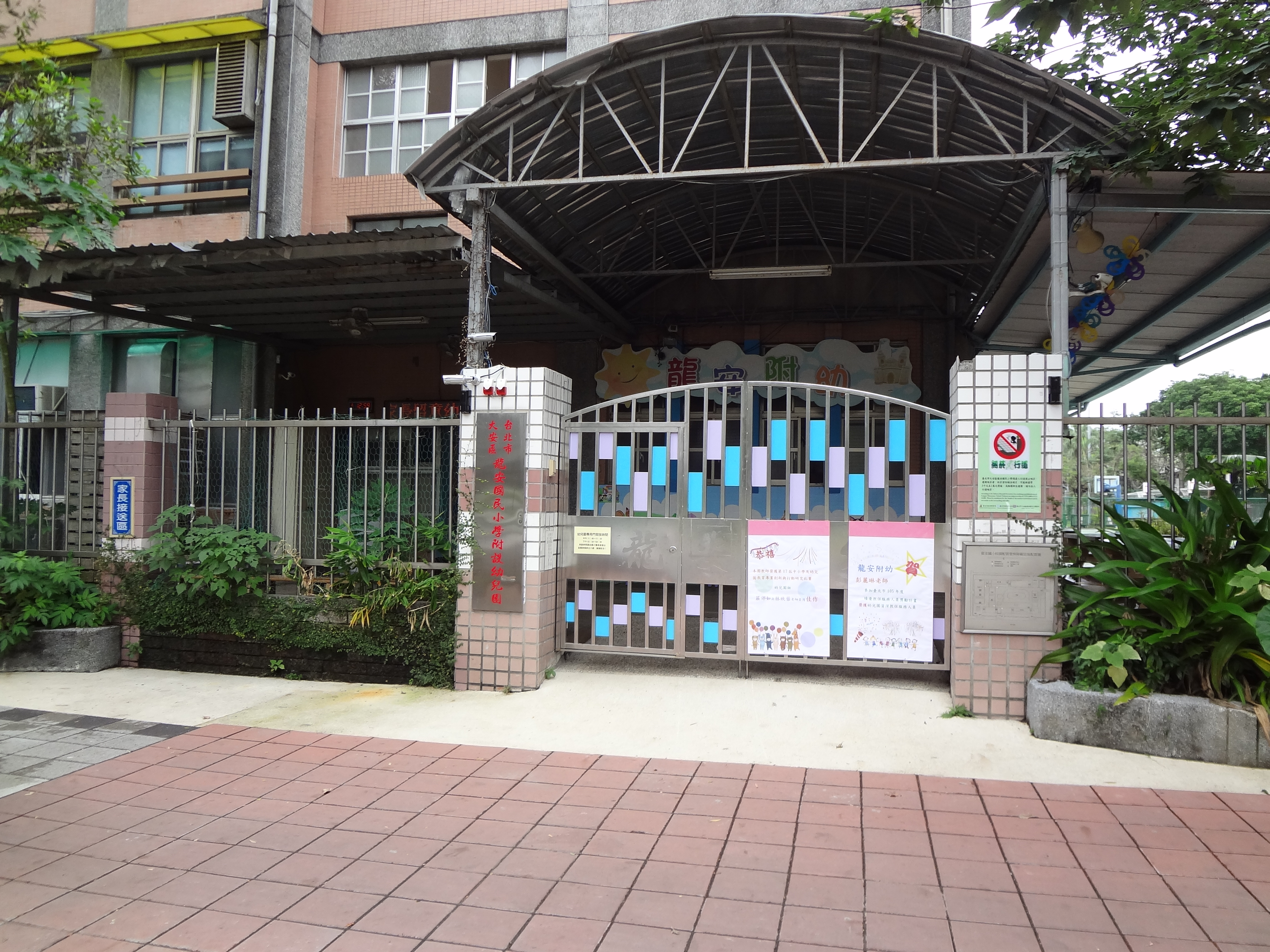
附設幼兒園之校門

  - 國小：一年級8班、二年級9班、三年級7班、四年級9班、五年級9班，六年級8班，合計50班；另有資優班2班、資源班4班。
  - 幼兒園：6班。
- 教職員
  - 教師：級任教師50人、科任教師30人、輔導教師2人、教師兼行政人員16人、特殊班教師12人、幼兒園教師12人、校長1人；合計122人。
  - 專職行政人員：主任2人、組長2人、幹事2人、管理員1人、護理師2人、書記1人、校警1人、技工1人、工友1人、教保員1人、廚工2人；合計16人

## 學區
| 105學年度 - 龍安國小單獨學區 - 龍坡里、龍門里（1～3、6～13鄰）、大學里（1～3、6～8、22鄰）、龍生里（16～20鄰） - 與古亭國小共同學區 - 龍泉里（1～15鄰）、古莊里（2鄰） - 與建安國小共同學區 - 新龍里 - 與新生國小共同學區 - 龍安里（1～10鄰） - 與國北附小共同學區 - 龍門里（4～5鄰）、龍生里（14～15鄰） - 與大安國小、建安國小共同學區 - 臥龍里（5～7鄰） - 與大安國小、建安國小、國北附小共同學區 - 臥龍里（8鄰） | 96學年度、97學年度 - 龍安國小單一學區 - 龍坡里、龍門里、大學里（1~3、6~8、22鄰）、龍生里（14~20鄰） - 與古亭國小共同學區 - 龍泉里（4~11鄰）、古莊里（2鄰） - 與新生國小共同學區 - 龍安里（1~10鄰） - 與建安國小共同學區 - 新龍里 95學年度 - 龍安國小單一學區 - 龍坡里、龍門里、大學里（1~3、6~8、22鄰）、龍生里（14~20鄰） - 與古亭國小共同學區 - 龍泉里（4~11鄰）、古莊里（2鄰） - 與建安國小共同學區 - 新龍里 |

## 知名校友
- 宋楚瑜：政治人物
- 陳德容：女演員
- 劉墉：作家、畫家
- 李昌鈺：刑事鑑識專家
- 馬瑋國：政治人物，曾任總統府發言人。為首屆「教學及評量改進班」畢業生（第51屆六年九班）。
- 王又正：記者，主播。